# 小丛红景天
小丛红景天（学名：Rhodiola dumulosa）是景天科红景天属的植物，为中国的特有植物。分布在中国大陆的内蒙古、山西、湖北、甘肃、陕西、河北、四川、吉林、青海等地，生长于海拔1,600米至3,900米的地区，常生长在山坡石上，目前尚未由人工引种栽培。

## 别名
风尾七、风尾草、风凰草（秦岭植物志） 香景天（拉汉种子植物名称） 雾灵景天（东北检索表）